# Philippinischer Sägehai
Der Philippinische Sägehai (Pristiophorus lanae) ist ein Hai aus der Familie der Sägehaie (Pristiophoridae). Wie seine Verwandten zeichnet sich der Hai durch eine lange sägeartige Schnauze aus, die bei dieser Art 27,5 bis 30,6 % Prozent der Körperlänge ausmacht. Er lebt vor der Küste der Philippinen. Der Hai wurde erst im Dezember 2013 wissenschaftlich beschrieben, war aber schon vorher bekannt und wurde unter der Bezeichnung Pristiophorus species C geführt.

## Merkmale
Die für die Erstbeschreibung untersuchten sieben Exemplare (sechs Weibchen und ein Männchen) des Philippinischen Sägehais hatten Körperlängen von 39,6 bis 83 cm. Die maximal beobachtete Gesamtlänge lag bei 89,5 cm. Es handelt sich um einen Sägehai mit fünf Kiemenspalten (Gattung Pristiophorus), dessen an eine Säge erinnerndes Rostrum relativ lang und schmal ist. Die Barteln liegen näher zum Maul als zur Spitze des Rostrums. Der dreieckige Kopf ist oberhalb der Augen stark abgeflacht. Der Körper ist zylindrisch, im Querschnitt annähernd rund und nicht abgeflacht wie der der Sägerochen. Die erste Rückenflosse beginnt hinter der freien Spitze der Brustflossen. Die Placoidschuppen an den Körperseiten sind einspitzig, meist flach und dachziegelartig angeordnet. Die Farbe der Fische ist auf der Rückenseite einheitlich dunkelbraun, unten heller und ohne Streifen, Flecken oder andere charakteristische Markierungen.

## Verbreitung
Der Philippinische Sägehai ist bisher ausschließlich von den Philippinen und dort vor allem aus dem Süden bekannt. Nachweise gibt es u. a. von den Inseln Apo, Negros und Siquijor, aus der Mindanaosee und von der Balayan-Bucht und aus dem Golf von Ragay beim südlichen Luzon. Wahrscheinlich kommt er aber weiter verbreitet im westlichen Nordpazifik vor.
Die Weltnaturschutzunion stuft die Art als potentiell gefährdet (near threatened) ein. Über die letzten drei Generationen (21 Jahre) wird ein Populationsrückgang von 20 bis 29 % angenommen.

## Lebensweise
Über die Lebensweise des Philippinischen Sägehais ist so gut wie nichts bekannt. Die Typusexemplare wurden über dem Kontinentalschelf in Tiefen von 229 bis 593 Metern gefangen. Im Verdauungstrakt des Holotyps fand man beim Röntgen ein Knochenfischskelett. Die Größe der Neugeborenen ist unbekannt.